# Rivière Turgeon
Rivière Turgeon är ett vattendrag i Kanada.   Det ligger i provinsen Québec, i den sydöstra delen av landet, 600 km norr om huvudstaden Ottawa. Rivière Turgeon ligger vid sjöarna  Lac Serge och Lac Sirois.
I omgivningarna runt Rivière Turgeon växer i huvudsak barrskog. Trakten runt Rivière Turgeon är nära nog obefolkad, med mindre än två invånare per kvadratkilometer.